# Augustin Augustinović
Augustin Augustinović (20. března 1917, Gornja Skakava – 24. července 1998, Carrizal, Venezuela) byl chorvatský kněz, misionář a spisovatel.

## Životopis
Po čtyřech letech základní školy přestoupil na františkánské gymnázium Visoko. Jednoroční noviciát strávil ve františkánském klášteře v Livnu. Od roku 1937 studoval v Záhřebu katolickou teologii a pokračoval až do roku 1942 ve studiu v Sarajevu.
Po vysvěcení na kněze dne 9. listopadu 1941 pokračoval ve studiích v oblasti biblické hermeneutiky a biblické exegeze v Římě a Jeruzalémě (1942–1947). Doktorát z katolické teologie získal roku 1945 a magisterský titul z biblické hermeneutiky a exegeze roku 1946. Ve Svaté zemi pracoval ve františkánském biblickém institutu v Jeruzalémě až do roku 1952, pak byl misionářem ve Venezuele, a to i díky pronásledování římskokatolické církve v Jugoslávii. Ve Venezuele byl aktivní i jako spisovatel. Dne 24. července 1998 zemřel v Carrizalu. Některé z jeho prací byly vydávány pod pseudonymem Tin Tinović.

## Dílo
- El Khader and the Prophet Elijah 1972
- Povijest Isusova 1984
- Priče iz doline: pripovijesti, zapisi 1997